# Studená (Slovacchia)
Studená (in ungherese: Medveshidegkút) è un comune della Slovacchia facente parte del distretto di Rimavská Sobota, nella regione di Banská Bystrica.